# Atletika na Letních olympijských hrách 2012 – 1500 metrů muži
 Běh na 1500 metrů mužů na Letních olympijských hrách 2012 se uskutečnil 3., 5. a 7. srpna na Olympijském stadionu v Londýně. Vítězem se stal alžírský běžec Taoufik Makhloufi, stříbrnou medaili získal Američan Leonel Manzano a bronz Maročan Abdalaati Iguider. Celkem se této disciplíny zúčastnilo 44 běžců z 29 zemí.

## Kalendář
Pozn. Všechny časy jsou v britském letním čase (UTC+1).
| Datum                | Čas   |            |
| -------------------- | ----- | ---------- |
| pátek 3. srpna 2012  | 20:05 | rozběhy    |
| neděle 5. srpna 2012 | 20:15 | semifinále |
| úterý 7. srpna 2012  | 21:00 | finále     |

## Výsledky finálového běhu
| *                | jméno                | země                   | čas     |
| ---------------- | -------------------- | ---------------------- | ------- |
| Zlatá medaile    | Taoufik Makhloufi    | Alžírsko               | 3:34,08 |
| Stříbrná medaile | Leonel Manzano       | Spojené státy americké | 3:34,79 |
| Bronzová medaile | Abdalaati Iguider    | Maroko                 | 3:35,13 |
| 4                | Matthew Centrowitz   | Spojené státy americké | 3:35,17 |
| 5                | Henrik Ingebrigtsen  | Norsko                 | 3:35,43 |
| 6                | Mekonnen Gebremedhin | Etiopie                | 3:35,44 |
| 7                | Silas Kiplagat       | Keňa                   | 3:36,19 |
| 8                | İlham Tanui Özbilen  | Turecko                | 3:36,72 |
| 9                | Nick Willis          | Nový Zéland            | 3:36,94 |
| 10               | Belal Mansoor Ali    | Bahrajn                | 3:37,98 |
| 11               | Nixon Chepseba       | Keňa                   | 3:39,04 |
| 12               | Asbel Kipruto Kiprop | Keňa                   | 3:43,83 |